# きょうもそう快!BUNBUNラジオ
『きょうもそう快！BUNBUNラジオ』（きょうもそうかい！ブンブンラジオ）は、岐阜放送で放送されていた平日午前・午後のワイド番組である。
2005年4月から開始した岐阜放送の看板番組であったが、2007年3月30日を最後に番組は終了した。

## 番組概要
- 2005年3月まで放送していた『音楽日和』・『Hotひと息音楽本舗』・『3時です！情報まる見えラジオ』の日中ワイド3番組を統合させて同番組が誕生した。
- 番組では、音楽、トークのほかに生活情報も主な項目に盛り込んでいる。
- パーソナリティは東海ラジオのワイド番組とは異なり、日替わりで放送している。
- また、番組開始に伴い、『お好み歌謡曲』の金曜日が拡大されたため、金曜日は午後2時開始となった。
- 2005年は木曜日と金曜日が同じパーソナリティだったり、若山アナが月曜と水曜に出演していたが、2006年4月から本地アナは『土曜ラジオかわら版』の担当になったため、BUNBUN金曜日を降板した。

## 放送時間

### 月 - 木曜日
- 第1部・10:00 - 11:50
- 第2部・13:00 - 16:25

### 金曜日
- 第1部・10:00 - 11:50
- 第2部・14:00 - 16:25（お昼のお好み歌謡曲の時間拡大のため）

### 変則放送時間について
- 2006年高校野球開催時は、15:30からの開始であったため、大半のコーナーは休止になった。
- 大晦日 : 元日が月曜日 - 金曜日になった際はその日の放送は休止となる。

## 番組出演者

### 番組パーソナリティ（2006年4月3日〜）
- 月曜日 : 戸井康成・田口悠子
- 火曜日 : 伊藤伸久・松本亜梨
- 水曜日 : 若山貴嗣・平野さわこ
- 木曜日 : 本地洋一・吉田早苗
- 金曜日 : 小松肇・吉田早苗

### 2005年4月 - 2006年3月のパーソナリティ
- 月曜日 : 若山貴嗣・篠崎友香理
- 火曜日 : 伊藤伸久・松本亜梨
- 水曜日 : 若山貴嗣・平野さわこ
- 木曜日 : 本地洋一・吉田早苗
- 金曜日 : 本地洋一・吉田早苗

### 現在のリポーター
- 月曜日 : 林ともみ
- 火曜日 : 深見志保
- 水曜日 : 竹内万理
- 木曜日 : 桃井沙央里
- 金曜日 : 高橋みつる

### 2006年10月現在で出演していない出演者
- 篠崎友香理
- 青山晃子
- 林景子
- 野呂優貴

### 火曜日のリポーターについて
- 火曜日のリポーターは現在の深見が既に3人目のリポーターになっている。

初代・青山→2代目・野呂→3代目・深見

## コーナー・タイムテーブル

### 10時台
- 10:00 オープニングトーク
  - パーソナリティがタイトルコールを言う。
- 10:30 岐阜バス歌のドライブ
  - 長年放送されている長寿コーナー
- 10:40 テレマートラジオショッピング
  - 2007年2月からは同社の不祥事により放送されていない
- 10:55 岐阜新聞ニュース

### 11時台
- 11:00 この人に注目！
  - 新日本ガス提供
- 11:10 ランチレポート
  - 以前は水曜日は放送されていなかった。
- 11:30 ラジオ伝言板
  - 毎月最終金曜日はスポーツの楽しみ方を放送。
- 11:40 TOYOTA DRIVING TALK
  - 製作・ニッポン放送 MC・ニッポン放送、うえやなぎまさひこ
- 11:45 第1部エンディング
  - プレゼント紹介も含める。

### 13時台・ここから第2部
- 13:00 午後一番トーク
  - 挨拶も行う。
- 13:15 Hot情報聞きダス。
  - 岐阜グランドホテル提供
- 13:40 ラジオ伝言板
  - 午後は月曜日 - 金曜日共通。
- 13:55 岐阜新聞ニュース

### 14時台
- 14:00 BUNBUNほっとリポート
  - LPガスの村瀬産業提供
- 14:30 BUNBUNミュージック
  - 主にリクエスト中心
- 14:42 BUNBUN地域版
  - 毎日別地域にスポットを当てる。
- 14:50 テレマートラジオショッピング
  - テレマート自体の不祥事により放送されていない。
- 14:55 岐阜新聞ニュース

### 15時台
- 15:00 お茶うけめちゃうけトーク
  - 2006年度以降は、お菓子の吉野屋が時報スポンサーに加わったことから、吉野屋からの差し入れ菓子も少なくはない。
- 15:15 スバルチャンスタイム
  - レポーターに参加してくれた人にプレゼントを贈呈。
- 15:25 マギーの明日のホロスコープ
  - SUZUKIショップ提供、12星座占い。
- 15:50 ラジオホームドクター
  - 2005年3月までは単独放送であった。

### 16時台
- 16:00 ハピハピバースデー
  - 花キューピットから数名に花のプレゼント
- 16:05 プレゼント
  - 11:45頃に紹介したもののリピート
- 16:20 エンディング
  - 岐阜放送からのお知らせも放送。

### 曜日別コーナー
火曜日
- 暮らしのQ&へぇ〜。（13:36ごろ）
- 元気な岐阜

水曜日
- 暮らしのQ&へぇ〜。（14:10ごろ）

木曜日
- すこやか介護（10:15ごろ）
- 岩崎徹柾の幸福方程式（11:20ごろ）
- 直伝レシピ（13:30ごろ）
- 花キューピット情報（14:20ごろ）
- シネマナビゲーション（15:30ごろ）

金曜日
- 住まいの百科事典（11:25ごろ）
- スポーツの楽しみ方（11:30ごろ）
- マナーびましょ！（14:20ごろ）
- 合掌！早苗の知恵袋（15:30ごろ）

### 過去のコーナー
- 我が家のセーフティプラン（月曜日 - 金曜日 16:10ごろ、2006年3月31日まで）
  - 2006年10月現在は月曜 - 金曜の17:55に単発番組として放送。
- KOBE旧居留地前 LOVEストーリー a'tNow!（木曜日 15:40ごろ、2006年9月28日まで）
  - ラジオ関西などでも2006年9月まで放送されていた。
- キリンのビールで岐阜に乾杯！（火曜日 15:30ごろ、2006年9月26日まで）

## レポーター・レポートコーナーについて
- 時間ごとにレポーターが訪れる場所は異なっている。
- 昼食はランチレポートで中継した場所で行うケースが多い。
- 15時台のレポートコーナーに参加してくれた人には岐阜スバルから粗品の贈呈が行われる。
- レポート先は岐阜県内が中心だが、日本モンキーパークなど愛知県にもレポーターが訪れレポートすることも稀にある。

## 時報について
- 番組中に時報は数回流れる
- 流し方は、パーソナリティが○○が□時をお知らせします。と言い、ポッ、ポッ、ポッ、ポーン。と流れる。
- 時報が流れた後は、時報CMが流れ次のコーナーが開始する。

### 時報スポンサー
☆ : トヨタカローラ岐阜 / ★ : ネッツトヨタ岐阜 / ◆ : お菓子処の吉野屋
- 11時 : ★
- 14時 : ★
- 15時 : ◆
- 16時 : ☆

## 前番組
- 『音楽日和』（火・木を担当していた平野さわこが同番組の水曜日に担当を替えた）
- 『Hotひと息音楽本舗』（番組に出演していた伊藤伸久が同番組の火曜担当に移った）
- 『3時です！情報まる見えラジオ』（番組のメインパーソナリティを担当していた吉田早苗が同番組の木曜日・金曜日に移った。）

## Webコンテンツ
- 番組ウェブサイト内で番組パーソナリティによるブログを公開。